# Bataille du Day
 (mars 2014).
Guerre d'Indochine
Batailles
- Opération Masterdom
- Bataille de Hanoï
- Opération Léa
- Bataille de Phu Tong Hoa
- Bataille de la RC 4
- Bataille de Vĩnh Yên
- Bataille de Mao Khê
- Bataille de Nghia Lo
- Bataille de Hòa Bình
- Opération Lorraine
- Bataille de Na San
- Bataille de Muong Khoua
- Opération Atlante
- Opération Camargue
- Opération Hirondelle
- Opération Brochet
- Opération Mouette
- Opération Castor
- Bataille de Diên Biên Phu
- Opération D
- Bataille du col de Mang Yang
- Extension au Laos

La bataille du Day est une bataille de la guerre d'Indochine. 
Elle prend place de la fin du mois de mai 1951 au début du mois de juin de la même année, aux environs du delta du fleuve Day dans le Golfe du Tonkin. Elle est la première véritable campagne militaire conventionnelle du général vietminh Võ Nguyên Giáp, et voit ses troupes envahir la région à dominance catholique du delta afin de briser la résistance des forces de l'Union française y étant stationnées.
Se remémorant ses précédentes et proches défaites face aux Français en mars et avril de la même année, Giap conduit trois divisions dans des combats de guérilla et des attaques de diversion dans les zones de Ninh Binh, Nam Dinh, Phu Ly et Phat Diem à partir du 30 mai. L'armée française, sous les ordres du général Jean de Lattre de Tassigny, lequel a perdu son fils (Bernard de Lattre de Tassigny) lors des premiers jours des combats à Ninh Binh, mobilise plusieurs brigades blindées. Les différentes positions tenues par les Français sont prises et reprises, jusqu'à ce que les lignes d'approvisionnement de Giap soient coupées le 6 juin. Ses troupes, se déplaçant massivement à la lumière du jour, se trouvent vulnérables face à l'artillerie et aux forces terrestres françaises, soutenues par des milices locales alliées. Les Viêt Minhs sont forcés de se retirer entre les 10 et 18 juin, abandonnant 1 000 prisonniers aux Français et 9 000 tués ou blessés.